# 슬리마

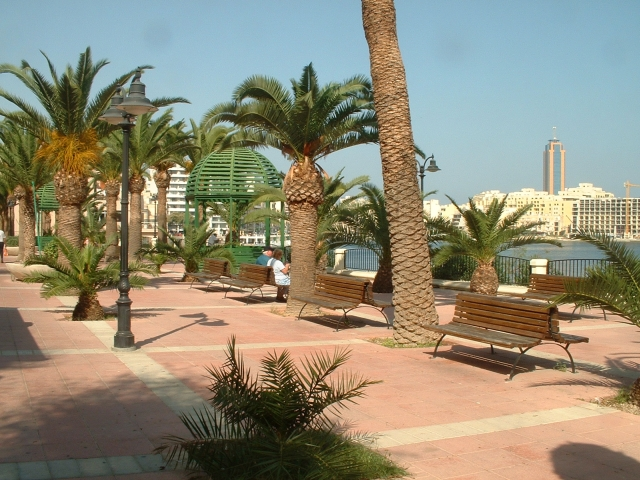
슬리마

슬리마의 위치

슬리마(몰타어: Sliema)는 몰타 북동부 연안에 위치한 도시로 면적은 1.3km2, 인구는 13,242명(2009년 기준)이다. 도시 이름은 몰타어로 "평화"를 뜻한다. 여름 휴양지로 유명한 곳이며 시가지에는 주거 시설, 상업 시설, 커피집이 들어서 있다.

시기
시 문장